# Јоже Мошкрич Цирил
Јоже Мошкрич - Цирил (Добруње, код Љубљане, 2. март 1902 — Полица, код Гросупља, 22. фебруар 1943), словеначки песник, драматург, учесник Народноослободилачке борбе и народни херој Југославије.

## Биографија
Рођен је 2. марта 1902. године у Добруњама код Љубљане, као син радника. Изучио је штампарски занат. Рано је приступио радничком покрету. Године 1930. примљен је у Комунистичку партију Југославије. Радио је у организацијама љубљанских графичара, а 1935. године био је један од главних покретача и организатора штрајка графичара, који је трајао више седмица и завршио победом штрајкача.
У Добруњама је Мошкрич био међу оснивачима радничког културног друштва „Свобода“ и касније „Взајемности“, која је била школа напредног радничког покрета. Написао је много револуционарних песама и више драмских дела, међу којима су „Рдече роже“ (1932), „Разкринкана морала“ (1933), „Борба за крух“ (1933) и „Стар мож ин млада жена“ (1933).
У годинама пре рата придобивао је напредне графичаре за сарадњу с илегалном партијском техником. Тај његов рад добио је посебан значај у данима окупације, кад је с најпроверенијим љубљанским графичарима створио моћну партијску организацију. Та организација била је језгро графичара који су од лета 1941. године омогућавали Комунистичкој партији да задовољи своје потребе за илегалном штампом. Истовремено је Јоже Мошкрич радио и у Добруњама и околини, где је припремао људе за отпор.
У пролеће 1942. године отишао је у партизане, иако га је туберкулоза већ била знатно исцрпла. У партизанима се посветио учењу младих бораца и написао много текстова за партизанске листове. У лето 1942. године био је именован за повереника Централног комитета КП Словеније за Долењску. Највише се задржао у Липоглавским брдима у седишту Трећег батаљона Западнодолењског одреда, одакле је обилазио партијске организације. Трећи батаљон је, после ограђивања Љубљане жичаном мрежом, имао посебне задатке који су делимично улазили у Мошкричев делокруг. Неки од њих су били осигуравање преласка преко Љубљанице, омогућавање преноса и превоза интендантске робе из Љубљане за партизане и старање о редовним курирским везама између Љубљане, водства ослободилачког покрета и партизанских јединица.
Италијани су добро знали шта значи љубљанска околина за снабдевање партизана из Љубљане, за мобилизацију бораца и за везе. Зато су у селима око Љубљане густо распоредили белогардистичке положаје.
Белогардисти су, 22. фебруара 1944. године, опколили кућу у којој се налазио Јоже Мошкрич. Започео је борбу против непријатеља, а престао је да гађа тек онда кад су га погодили њихови меци. Полумртвог су га одвукли на свој положај код Полице, где су га још мучили, а 23. фебруара су га убили.
Указом Президијума Народне скупштине Федеративне Народне Републике Југославије, 20. децембра 1951. године, проглашен је за народног хероја.